# Capsicum
Genre
Classification APG III (2009)

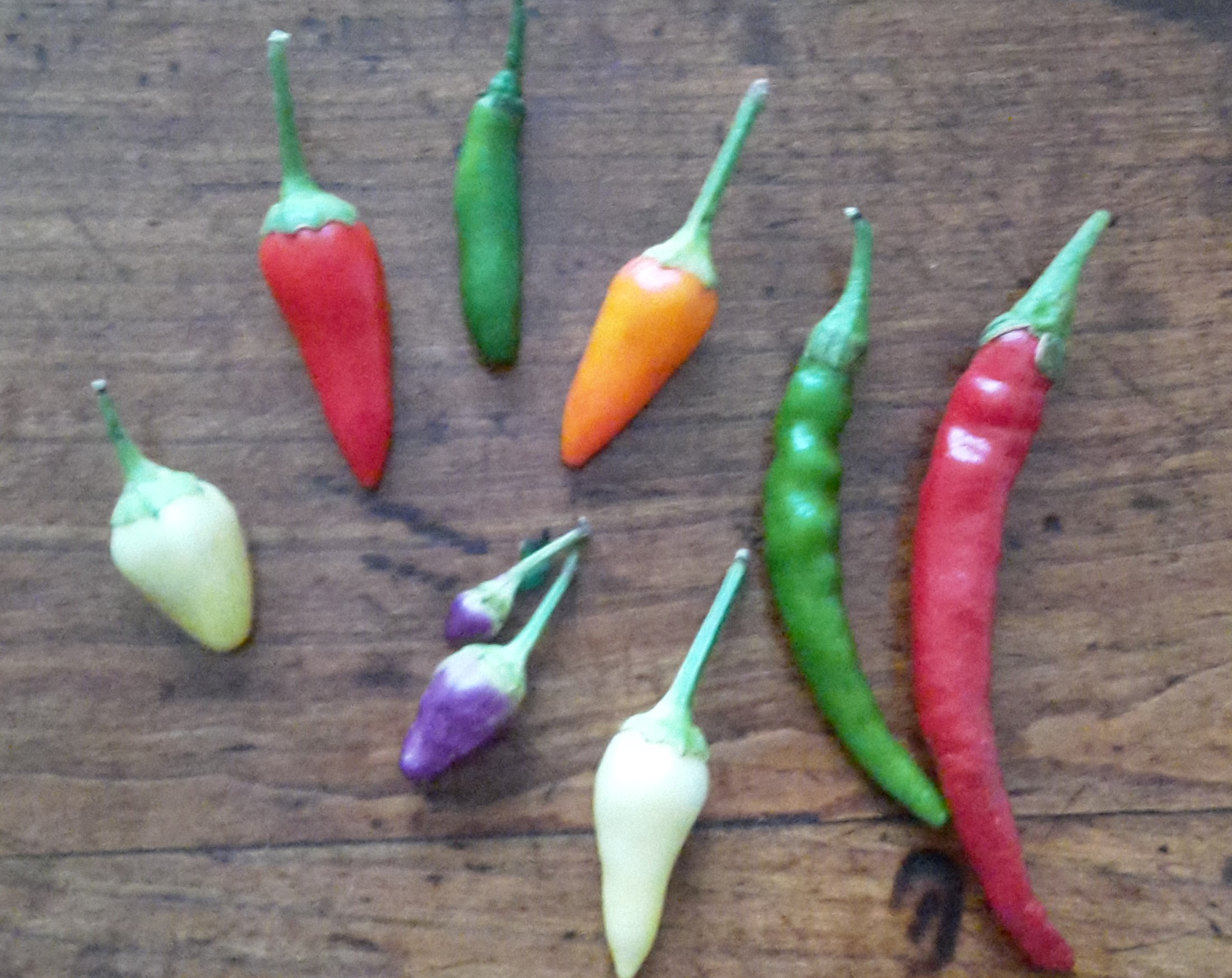
Diversité de forme, de taille, de couleur.

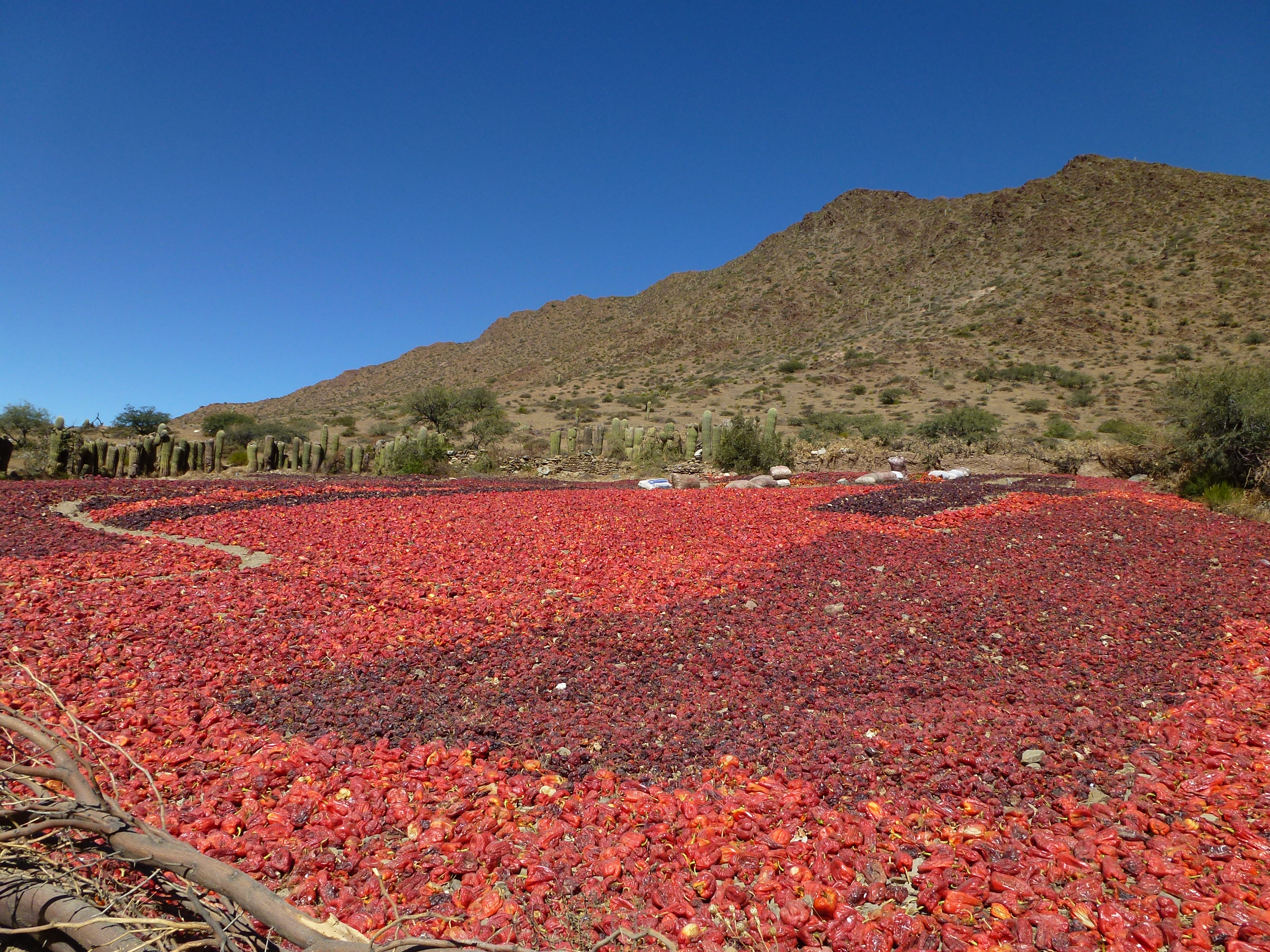
Piments séchés à l'air à Cachi, province de Salta (Argentine).

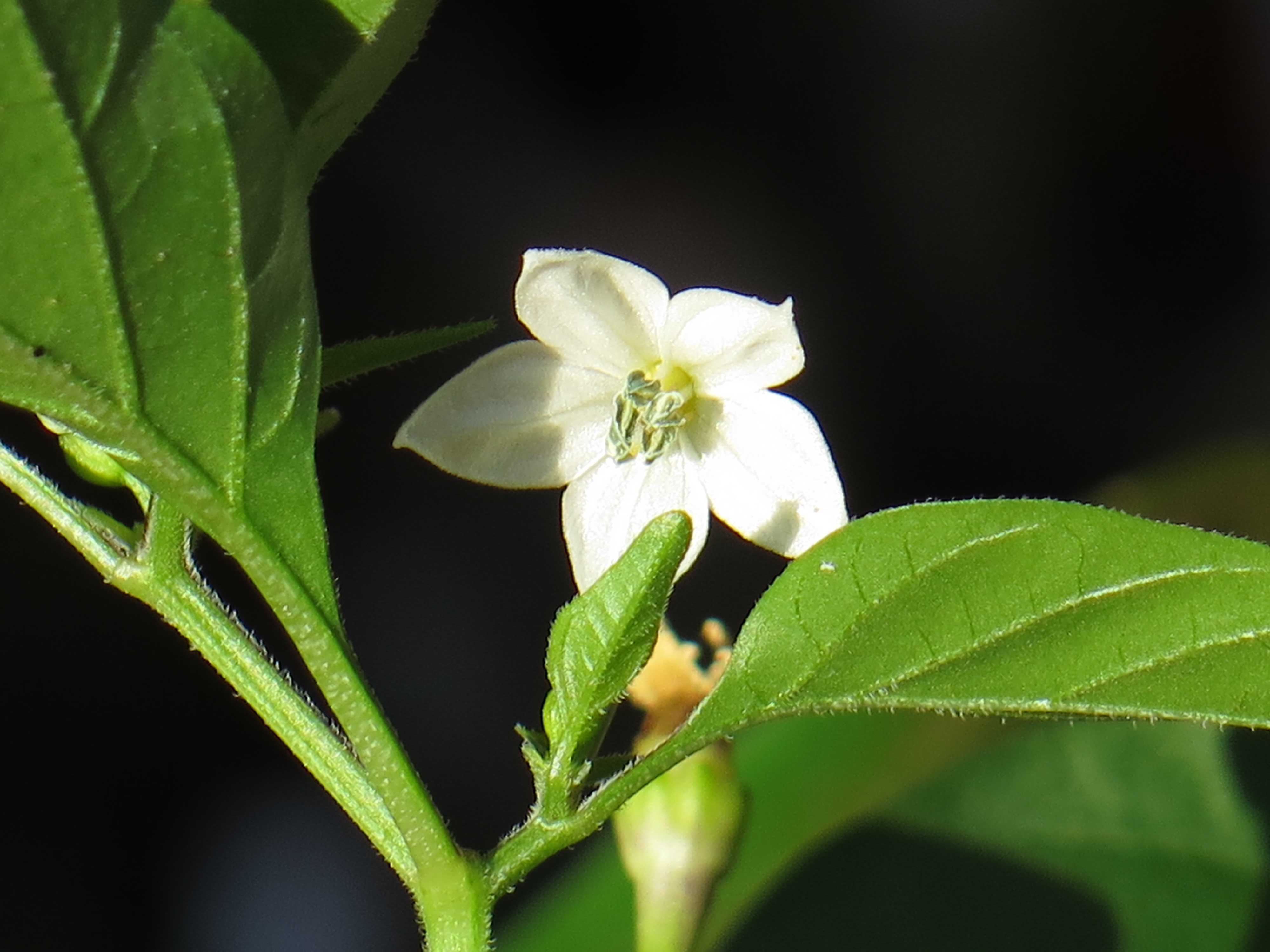
La fleur d'une espèce du genre.

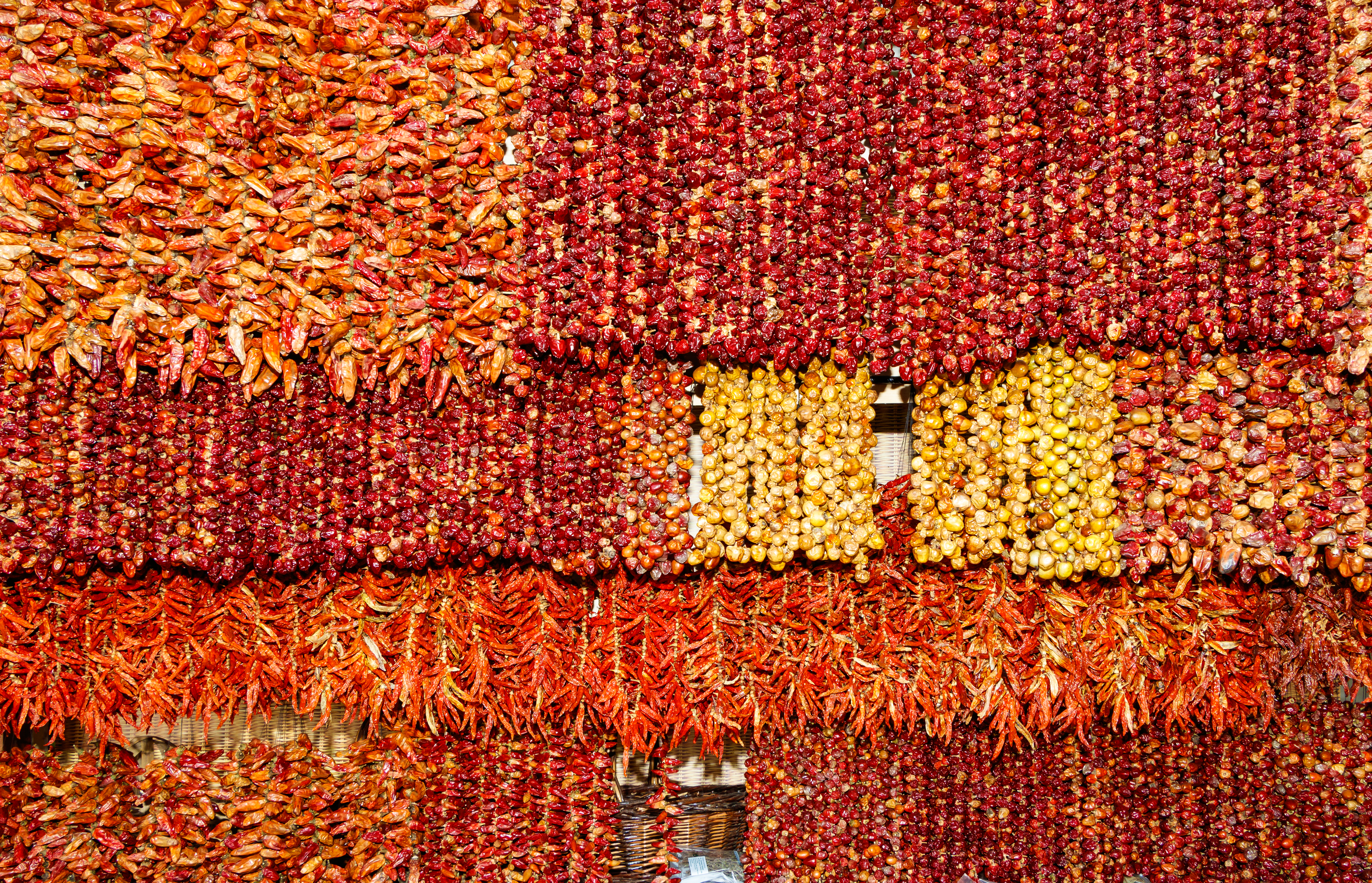
Capsicum séché dans un marché de Funchal à Madère au Portugal.

Capsicum est un genre de plantes de la famille des Solanacées. C'est le nom générique des piments et des poivrons. 
Ce genre comprend 20 à 25 espèces, toutes originaires d'Amérique, herbacées ou sous forme d'arbrisseaux. Ce genre intègre l'espèce Capsicum frutescens, dit piment de jardin, dont les variétés gustatives vont du doux au fort. 
Le fruit est une baie dont les graines sont contenues dans un péricarpe ayant la forme d'une gousse ou d'une cloche. Les cinq espèces les plus importantes de piments, qui sont les seules domestiquées et cultivées, sont Capsicum annuum, Capsicum baccatum, Capsicum chinense, Capsicum frutescens et Capsicum pubescens. 
Les piments ont différentes formes, couleurs et tailles, mais ils appartiennent tous au genre Capsicum. Ils sont cultivés ou poussent de façon sauvage au Mexique, aux États-Unis, en Amérique du Sud, aux Caraïbes, mais ils se sont aussi répandus en Afrique, en Inde, en Chine et Asie du Sud-Est.

## Anatomie et caractéristique chimique des fruits
Les baies de Capsicum contiennent un alcaloïde appelé capsaïcine. Elle est la source de l'irritation et de la sensation de chaleur produite par les piments.
La concentration en capsaïcine est très variable au sein de la baie, mais également d'une espèce à l'autre, ou d'une variété à l'autre au sein d'une même espèce. Il est également probable qu'elle dépende des conditions climatiques.
La capsaïcine est fabriquée par les glandes situées à la jonction du placenta et de la paroi de la baie. Elle est surtout concentrée dans le tissu placentaire. Les graines ne produisent aucune sensation de chaleur, contrairement à l'opinion générale,.

## Le pollen
Le pollen de poivron élevé en serre déclenche des allergies parfois graves chez un tiers environ des travailleurs qui le cultivent et le récoltent.
On a montré au début des années 2000 qu'il suffit d'introduire une ruche d'abeille domestique dans la serre pour considérablement  diminuer ce risque.
On a aussi montré en 1990 que le pollen provenant de plantes moins éclairées (plante éclairée 16 à 20 jours par 58 klx) était plus petit et beaucoup moins fécondant que le pollen provenant de plantes bien éclairées (8 jours sous un éclairage de 60–80 klx).

## Quelques espèces
Principales espèces cultivées :
- Capsicum baccatum L.
- Capsicum annuum L.
- Capsicum chinense Jacq.
- Capsicum frutescens L.
- Capsicum pubescens Ruiz & Pavón

Selon NCBI (3 mars 2012) :
- Capsicum annuum

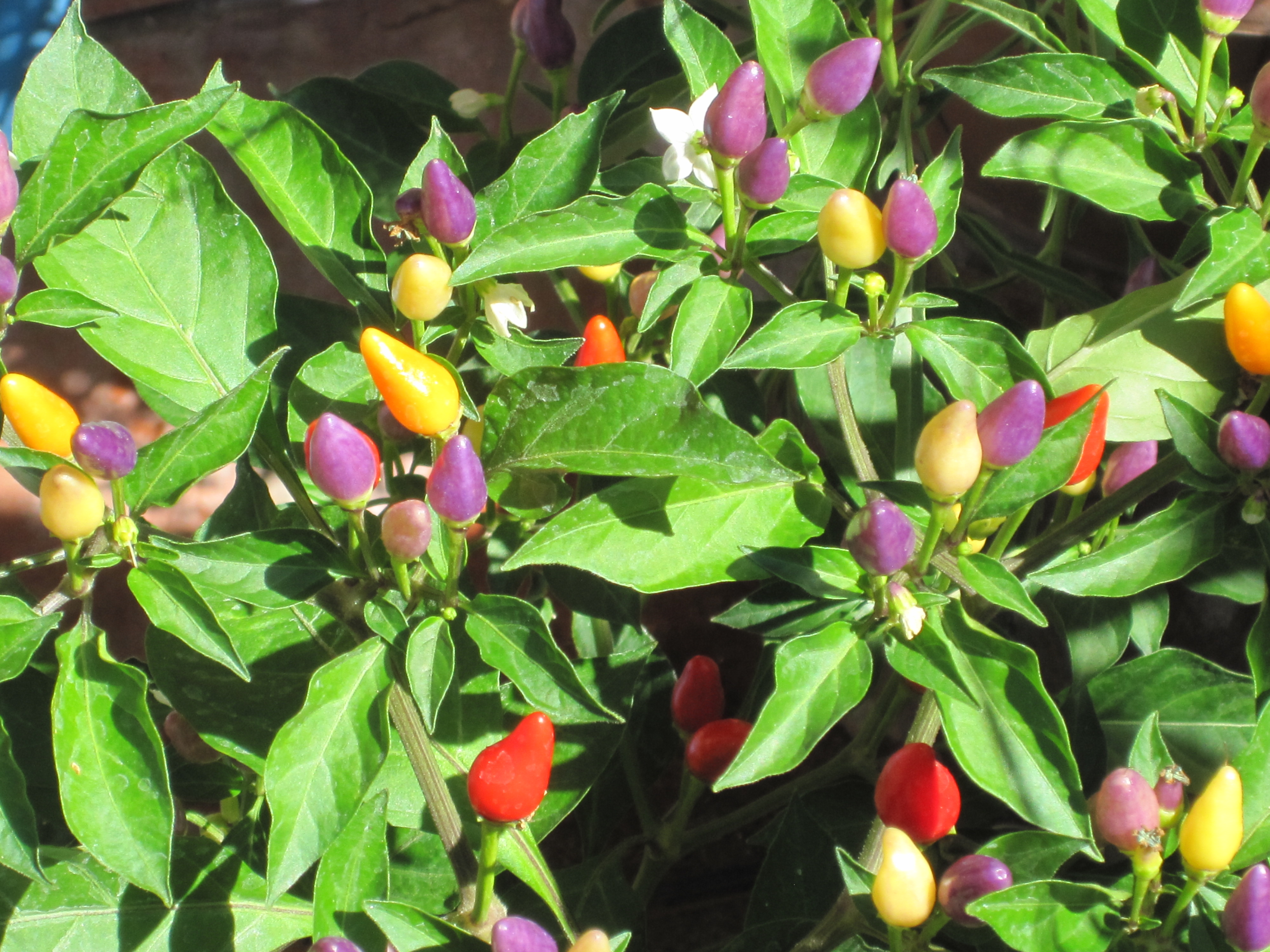
Plante du genre Capsicum.

  - variété Capsicum annuum var. annuum
  - variété Capsicum annuum var. glabriusculum
- Capsicum annuum × Capsicum chinense
- Capsicum annuum × Capsicum frutescens
- Capsicum baccatum
  - variété Capsicum baccatum var. baccatum
  - variété Capsicum baccatum var. pendulum (es)
  - variété Capsicum baccatum var. praetermissum
  - variété Capsicum baccatum var. umbilicatum
- Capsicum buforum (sv)
- Capsicum campylopodium (es)
- Capsicum cardenasii (es)
- Capsicum ceratocalyx (de)
- Capsicum chacoense (de)
- Capsicum chinense
- Capsicum ciliatum
- Capsicum coccineum (ceb)
- Capsicum eximium (es)
  - variété Capsicum eximium var. tomentosum
- Capsicum flexuosum (de)
- Capsicum friburgense (es)
- Capsicum frutescens
- Capsicum galapagoensis (es)
- Capsicum geminifolium (vi)
- Capsicum hunzikerianum (es)
- Capsicum lanceolatum (es)
- Capsicum lycianthoides (sv)
- Capsicum minutiflorum (ceb)
- Capsicum parvifolium (ceb)
- Capsicum pereirae (es)
- Capsicum pubescens
- Capsicum recurvatum (es)
- Capsicum rhomboideum (en)
- Capsicum schottianum (es)
- Capsicum tovarii (es)
- Capsicum villosum (es)

Voir la liste complète des espèces et taxons infra-spécifiques décrits et acceptés à The Plant List - Janvier 2013